# 6

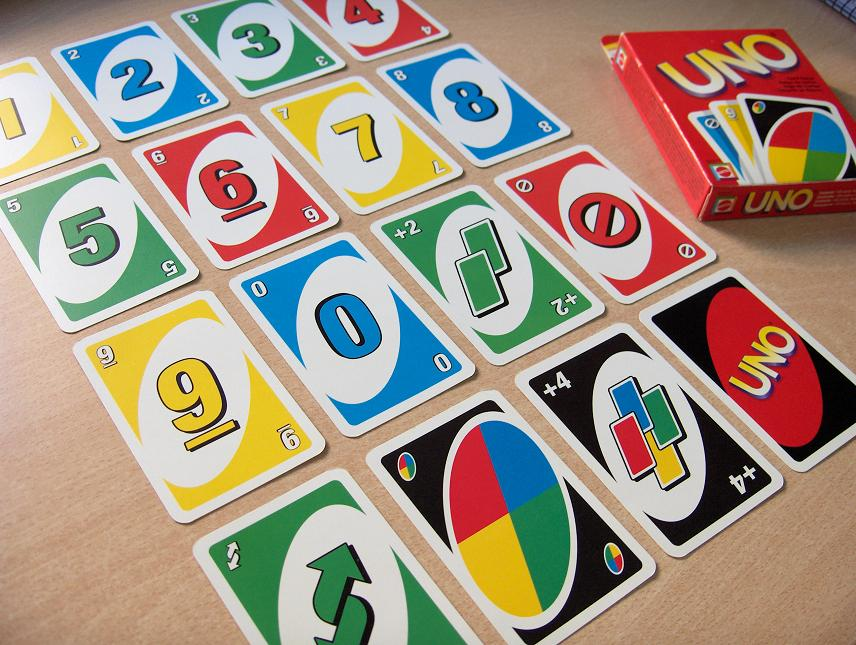
UNOのカードのように、紙片や球体などに印字される場合、9との混同を避けるために「6」のように下線を引いて区別されることがある。

「六」の筆順

6（六、陸、ろく、りく、むっつ、む）は、自然数または整数において、5の次で7の前の数である。
漢字の六は常用漢字である。
英語では、基数詞でsix（シックス）、序数詞ではsixth。
ラテン語ではsex（セクス）。

## 性質
- 6 は合成数であり、正の約数は 1, 2, 3, 6 である。
  - 約数の和は12 。12 = 6 × 2 より完全数である。
    - k = 2 のときの σ(n) ≧ kn を満たす最小の数である。1つ前の1倍は1、次の3倍は120。(ただしσは約数関数、オンライン整数列大辞典の数列 A023199)

  - 1桁の整数の中で、唯一不足数ではない。
  - 半素数中唯一不足数ではない。
  - 約数を4個もつ最小の数である。次は8。
    - 約数を4個もつ4番目の高度合成数である。1つ前は4、次は12。

  - 自分自身のすべての約数の積が自分自身の2乗になる最小の数である。1つ前の1乗は1、次の3乗は12。(オンライン整数列大辞典の数列 A003680)
- 6 = 21 × (22 − 1)
  - 最小の完全数である。次は28。
    - 偶数の完全数のうち単偶数(4で割り切れない偶数)であるのは 6 のみで、他の完全数は全て 4 の倍数。

  - 2番目の倍積完全数である。1つ前は1、次は28。
  - n = 2 のときの 2n−1(2n − 1) の値とみたとき1つ前は1、次は28。
  - 最小の原始擬似完全数である。次は20。全ての完全数は原始擬似完全数でもある。
  - 2番目の調和数で、1つ前は1、次は28。全ての完全数は調和数でもある。
- 6 = 2 × 3
  - 1以外の奇数と偶数の積で、最小の数は6である。奇数で割り切れる単偶数でも、最小の数である。
    - n = 1 のときの 2(2n + 1) の値とみたとき1つ前は2、次は10。
    - 3で割り切れる偶数は、6で割り切れる数である。

  - 2つの異なる素因数の積で p × q の形で表せる最小の数である。次は10。
    - 複数の素因数を持つ最小の数である。1つ前の1個は2、次の3個は30。

  - 2番目の半素数である。1つ前は4、次は9。
    - 半素数がハーシャッド数になる2番目の数である。1つ前は4、次は9。

  - 2番目の矩形数である。1つ前は2、次は12。
  - 6 = 21 + 22 = 32 − 31
    - 2の自然数乗の和とみたとき1つ前は2、次は14。

  - 6 = 2 + 4
    - 6 = 22 + 2
      - n = 2 のときの 2n + 2 の値とみたとき1つ前は4、次は10。(オンライン整数列大辞典の数列 A052548)
      - n = 2 のときの 2n + n の値とみたとき1つ前は3、次は11。(オンライン整数列大辞典の数列 A006127)
      - n = 2 のときの nn + n の値とみたとき1つ前は2、次は30。(オンライン整数列大辞典の数列 A066068)

  - 6 = 2 × σ(2) (ただし σ は約数関数)
  - 6 = 1 × 2 × 3
    - 1から3までの自然数の積で表せる数である。階乗の記号を使うと、3! となる。1つ前は2、次は24。
    - 3連続整数の積で表せる数である。自然数の範囲では最小、0を含めると1つ前は0、次は24。
    - 6 = 23 − 2
    - フィボナッチ数の積で表せる数である。1つ前は2、次は30。

  - 6 = 3 × 21
    - n = 1 のときの 3 × 2n の値とみたとき、1つ前は3、次は12。(オンライン整数列大辞典の数列 A007283)

  - 6 = 2 × 31
    - n = 1 のときの 2 × 3n  の値とみたとき、1つ前は2、次は18。
- 6 = 1 + 2 + 3
  - 3番目の三角数である。1つ前は3、次は10。
    - 三角数において三角数番目で表せる2番目の数である。1つ前は1、次は21。(オンライン整数列大辞典の数列 A002817)
      - この数は n = 2 のときの n(n + 1)(n2 + n + 2)/8 の値である。

    - 2番目の素数番目の三角数である。1つ前は3、次は15。(オンライン整数列大辞典の数列 A034953)

  - 2番目の六角数である。1つ前は1、次は15。
6 = 2 × (2 × 2 − 1)
- 2番目の中心つき五角数で、1つ前は1、次は16。
- (5, 6) の組は最小のルース＝アーロン・ペアである。次に小さい組は(8, 9)。
- 12以上の6の倍数は全て過剰数である。6 の倍数を 6k（k は自然数で k ≥ 2）とおくと 6k 自身を除く正の約数の和は少なくとも 1 + k + 2k + 3k = 6k + 1 であり、元の数である 6k を上回るため。同様に全ての完全数の倍数は過剰数である。
- 1/6 = 0.16666… (下線部は循環節で長さは1)
  - 逆数が循環小数になる数で循環節が1になる2番目の数である。1つ前は3、次は9。(オンライン整数列大辞典の数列 A070021)
- 1 から 6 までの整数の最小公倍数は60である。
- 6! = 720
  - 6! − 1 = 719
    - n = 6 のときの n! − 1 で表せる 6! − 1 は3番目の階乗素数である。1つ前は4、次は7。(オンライン整数列大辞典の数列 A002982)

  - 6! + 1 = 721
    - 6! + 1 = 7 × 103 と表せるので合成数である。
- 62 + 1 = 37 であり n2 + 1 の形で素数を生む4番目の数である。1つ前は4、次は10。
- 6個の面を持つ立体図形を六面体または方体といい、特に正六面体は立方体やキューブ (cube) とも呼ばれる。全角・全面が直角に交わる立体は六面体なので、6 は立体・三次元空間における基数となる（例 六方、六面）。直方体（= 直角六面体）は最基本的な立体図形として多用され、室の間取りも六面で構成されるものが多い。なお、次に面の数が少ない正多面体は、正八面体である。
- 九九では 1 の段で 1 × 6 = 6 (いんろくがろく), 2 の段で 2 × 3 = 6 (にさんがろく), 3 の段で 3 × 2 = 6 (さんにがろく), 6 の段で 6 × 1 = 6 (ろくいちがろく)と4通りの表し方がある。九九で4通りの表し方がある数のうち最小であり、他には 8, 12, 18, 24 の4つ。
- 6番目(完全数番目)の素数は13 、三角数は21である。
- 最も小さい非アーベル群は対称群 S3 であり、その位数は 3! = 6 である。
- 各位の和が6になるハーシャッド数は100までに4個、1000までに16個、10000までに50個、100000までに130個ある。
- 6番目のハーシャッド数である。1つ前は5、次は7。
  - 6を基とする最小のハーシャッド数である。次は24。
- 各位の和(数字和)が6になる最小の数である。次は15。
- 各位の平方和が36になる最小の数である。次は60。(オンライン整数列大辞典の数列 A003132)
  - 各位の平方和が n になる最小の数である。1つ前の35は135、次の37は16。(オンライン整数列大辞典の数列 A055016)
- 各位の立方和が216になる最小の数である。次は60。(オンライン整数列大辞典の数列 A055012)
  - 各位の立方和が n になる最小の数である。1つ前の215は123335、次の217は16。(オンライン整数列大辞典の数列 A165370)
- 各位の積が6になる最小の数である。次は16。(オンライン整数列大辞典の数列 A199988)
- 6は3連続整数でできる三角形の面積が整数となる最小の数である (a= 3, b = 4, c = 5)。次は84。
- 正八面体の頂点の数が6つであるため八面体数である。1つ前は 1、次は 19。
- 十進法では、6の冪数は、62 = 36 、63 = 216 、64 = 1296 …と、一の位が全て6になる。一の位が同じ数になるのは他に1と5のみ。
  - 3番目の自己同形数である。1つ前は5、次は25。
  - 十進法で表記した6の冪数で一の位を省いた数は、六進法では3のゾロ目になる。例：21(10) = 33(6)、129(10) = 333(6)、777(10) = 3333(6)、4665(10) = 33333(6)。
- 異なる平方数の和で表せない31個の数の中で3番目の数である。1つ前は3、次は7。
- 約数の和が6になる数は1個ある (5)。約数の和1個で表せる4番目の数である。1つ前は4、次は7。
- パスカルの三角形の5段目の中央の数は6である。1つ前は2、次は20。
- 6 = 12 + 12 + 22
  - 3つの平方数の和1通りで表せる2番目の数である。1つ前は3、次は9。(オンライン整数列大辞典の数列 A025321)
- 以下のような無限多重根号の式で表せる。
{\displaystyle 6={\sqrt {30+{\sqrt {30+{\sqrt {30+{\sqrt {30+\cdots }}}}}}}}} , {\displaystyle 6={\sqrt {42-{\sqrt {42-{\sqrt {42-{\sqrt {42-\cdots }}}}}}}}}
- 6番目の厳密非回文数であり、定義上厳密非回文数となることが自明な物以外では最小の厳密非回文数である。1つ前は4、次は11。（オンライン整数列大辞典の数列 A016038）
- 数字和が3の倍数となる偶数は全て6の倍数である。各桁とも偶数からなる数で数字和が3の倍数の数は並び替えても全て6の倍数である。
  - 例えば246は6×41である。264、426、462、624、642は全て6の倍数。
- 2と3以外の素数は、全て一番近い6の倍数との差が1か-1である。
- 3と5以外の双子素数の平均を取ると、常に6の倍数になる。

## その他 6 に関すること

### 曖昧さ回避
- NO.6 - あさのあつこ原作の近未来SF小説。
- マツダ・6（日本名：アテンザ） - マツダの乗用車。
- 6 (MUCCのアルバム) - ムックのアルバム。
- THE 6 - 仙台市にある建築物の名称。

### 言語・文字
- 6 の接頭辞: sexa（拉）、hexa（希）。
  - 六人組や六重奏をセクステット (sextet) という。
  - 6倍、6重をセクスタプル (sextuple) という。
  - ギリシャ語由来で、六人組や六個一組をヘキサド (hexad)という。同じ語源で、モナド (monad: 単体)、エニアド (ennead: 九個一組)やディケイド (decade: 十個一組)など。
- ブルガリア語のチャットで「ш(6をあらわす"шест"の頭文字から)」をあらわす。
- アラビア数字の「6」を上下逆さにすると「9」に見える。
  - 紙片や球体など、上下逆さになりうるものに印字される場合、9 との混同を避けるために「6」のように下線を引く、「6.」のように点を打つ、「六」と漢数字で表すなどの方法で区別されることがある。
  - カジノゲームのクラップスの盤面や映画フィルムの先頭部のフィルムリーダーの6と9はアラビア数字を使わずにsixやnineとされている。

### 第6のもの
- JIS X 0401、ISO 3166-2:JPの都道府県コードの「06」は山形県。
- 年始から数えて6日目は1月6日。
- 太陽系で太陽から数えて6番目の惑星は土星である。
- 原子番号 6 の元素は炭素 (C) である。
- 第六感は、五感を越えた知覚を指す。
- クルアーンにおける第6番目のスーラは家畜である。
- タロットの大アルカナで VI は恋人。
- 易占の六十四卦で第6番目の卦は、天水訟。
- 第6代ローマ教皇はアレクサンデル1世（在位：109年? - 116年?）である。
- 第6代天皇は孝安天皇である。

### スポーツ
- バレーボールのチームは、通常6人である。
- 野球では、遊撃手を意味する守備番号が 6 である。
- 相撲は1年を通して、初場所、春場所、夏場所、名古屋場所、秋場所、九州場所の6場所を行う（各15日。○月場所（○ = 奇数）が本来の呼び名。→本場所）。
  - 第68代横綱・朝青龍明徳は2005年に、史上初めて年間6場所完全制覇の偉業を成し遂げている。
- 大相撲の第6代横綱は阿武松緑之助である。
- 競艇は通常6艇でレースが行われる。
- 競輪において6番を付ける選手はメンバー中最も弱い選手とされる。
- プロレスリングの試合形式に『六人タッグマッチ』(Sixmen-Tagmatch)がある。
- 元ACミラン・イタリア代表 DF のフランコ・バレージの背番号。世界のサッカー界で初めて永久欠番となった番号である。
- 日本プロ野球・西鉄ライオンズ（現:埼玉西武ライオンズ）では中西太内野手の背番号6が永久欠番となったが、1972年11月、西鉄の球団売却に伴い失効となった。
- シックスネイションズ (Six Nations) - ラグビーの6か国対抗戦。

### 固有名詞
- 六段の調は単に『六段』ともいわれ、八橋検校作曲と伝えられる箏曲。6つの「段」よりなる。
- 兼六園 - 石川県金沢市にある庭園。宏大・幽邃・人力・蒼古・水泉・眺望の6つを兼ね備える名園との意味。
- 第六大陸 - 小川一水原作のSF小説。

### その他
- 日本の小学校の修業年限は6年間である。また、日本では6歳になると、義務教育開始となり、小学校に入学する。
- 時間などの単位には 6 の倍数が多く見られる。これは、30 と 12 の最大公約数が 6 のためである。例えば、24（1日の時間）は 6 の4倍であり、30（1箇月、1世代）は 6 の5倍であり、60（干支）は 6 の10倍であり、90（直角）は 6 の15倍である。
  - 法要は概6年周期で行われる。
- 6弦 - ギターの最も一般的な弦の数
- 大半の昆虫類は、左右両側併せて6本の足を持つ。
- 花札を用いて行われるゲームの1つおいちょかぶでは、6 を「ロッポウ」と呼ぶ。
- 聖書において 6 は不完全な数としてされている " 7に一つを欠く6は不完全な数とされている(ヨハネの黙示録13章18節の666)。"(聖書思想辞典 三省堂 p151)

### テレビのチャンネル
- 本州・四国にある大半のJNN系列局（毎日放送・CBCテレビ・東北放送・中国放送・テレビ山口は異なる）、ANN系列局の朝日放送テレビ・名古屋テレビ放送・北海道テレビ放送は、地上デジタル放送のリモコンキーIDに 6 を使用している。
- BS-TBSのリモコンID番号は 6。

## 六個一組の概念
- 六曜 - 先勝・友引・先負・仏滅・大安・赤口。
- 六方（六面、六合） - 東・西・南・北・天・地。あるいは前・後・左・右・上・下。立体を構成する6種類の方位。
- 六色 - 赤・橙・黄・緑・青・紫。虹に現れる6種類の色。
- 六法 - 憲法・刑法・民法・商法・刑事訴訟法・民事訴訟法。6種類の代表的な法律。
- 六情 - 喜・怒・哀・楽・愛・憎。6種類の代表的な感情。
- 六道 - 地獄・餓鬼・畜生・修羅・人間・天上。
- 六根 - 眼・鼻・耳・舌・身・意。
- 六臓 - 肝・心・脾・肺・腎・心包。
- 六腑 - 胆（胆嚢と肝臓）・小腸・胃・大腸・膀胱・三焦。排泄物の通路となる6種類の内臓。
- 六体 - 大篆・小篆・隷書/八分・行書・草書。書道の書体の総称。
- 六家 - 儒家・墨家・名家・法家・道家・陰陽家。諸子百家主流の6学派。
- 六義 - 風・雅・頌・賦・比・興。詩経の内容や作法による分類。
- 六経 - 詩・書・礼・楽・易・春秋。儒家経典の6種。
- 六国 - 斉・楚・燕・韓・趙・魏。中国の戦国時代に秦と対立した6国。
- 六書 - 象形・指事・形声・会意・転注・仮借。漢字の字形構造を6種類に分類した物。
- 六朝 - 呉・東晋・宋・斉・梁・陳。古代中国で、南京に都を置いた6つの王朝。
- 六歌仙 - 在原業平・僧正遍昭・喜撰法師・大伴黒主・文屋康秀・小野小町。
- 六大州 - アジア州・アフリカ州・北アメリカ州・南アメリカ州・ヨーロッパ州・オセアニア州。
- 六大文明 - エジプト文明・メソポタミア文明・インダス文明・黄河文明・マヤ文明・アステカ文明。
- 福祉六法 - 生活保護法、児童福祉法、母子及び父子並びに寡婦福祉法、身体障害者福祉法、知的障害者福祉法、老人福祉法。
- 東京六大学 - 早稲田大学、慶應義塾大学、明治大学、法政大学、立教大学、東京大学。
- 六者会合 - 韓国、北朝鮮、中国、日本、アメリカ、ロシア。
- 一都六県の六県 - 栃木県・群馬県・茨城県・埼玉県・千葉県・神奈川県。
- かつての日本の六大企業集団 - 三井・三菱・住友・芙蓉・三和・第一勧銀
- 肥後六花 - 肥後椿、肥後芍薬、肥後花菖蒲、肥後朝顔、肥後菊、肥後山茶花
- 六信 - アッラーフ、マラーイカ、キターブ、ラスール、アーヒラ

## 符号位置
| 記号 | Unicode | JIS X 0213 | 文字参照            | 名称                                          |
| ---- | ------- | ---------- | ------------------- | --------------------------------------------- |
| 6    | U+0036  | 1-3-21     | &#x36; &#54;        | DIGIT SIX                                     |
| ６   | U+FF16  | 1-3-21     | &#xFF16; &#65302;   | FULLWIDTH DIGIT SIX                           |
| ⁶    | U+2076  | -          | &#x2076; &#8310;    | SUPERSCRIPT SIX                               |
| ₆    | U+2086  | -          | &#x2086; &#8326;    | SUBSCRIPT SIX                                 |
| ৹    | U+09F9  | -          | &#x9F9; &#2553;     | BENGALI CURRENCY NUMERATOR SIX                |
| ༯    | U+0F2F  | -          | &#xF2F; &#3887;     | TIBETAN DIGIT HALF SIX                        |
| ፮    | U+136E  | -          | &#x136E; &#4974;    | ETHIOPIC DIGIT SIX                            |
| ᧖    | U+19D6  | -          | &#x19D6; &#6614;    | NEW TAI LUE THAM DIGIT SIX                    |
| Ⅵ    | U+2165  | 1-13-27    | &#x2165; &#8549;    | ROMAN NUMERAL SIX                             |
| ⅵ    | U+2175  | 1-12-27    | &#x2175; &#8565;    | SMALL ROMAN NUMERAL SIX                       |
| ⑥    | U+2465  | 1-13-6     | &#x2465; &#9317;    | CIRCLED DIGIT SIX                             |
| ⑹    | U+2479  | -          | &#x2479; &#9337;    | PARENTHESIZED DIGIT SIX                       |
| ⒍    | U+248D  | -          | &#x248D; &#9357;    | DIGIT SIX FULL STOP                           |
| ⓺    | U+24FA  | 1-6-62     | &#x24FA; &#9466;    | DOUBLE CIRCLED DIGIT SIX                      |
| ❻    | U+277B  | 1-12-7     | &#x277B; &#10107;   | DINGBAT NEGATIVE CIRCLED DIGIT SIX            |
| ➅    | U+2785  | -          | &#x2785; &#10117;   | DINGBAT CIRCLED SANS-SERIF DIGIT SIX          |
| ➏    | U+278F  | -          | &#x278F; &#10127;   | DINGBAT NEGATIVE CIRCLED SANS-SERIF DIGIT SIX |
| ㆗   | U+3197  | -          | &#x3197; &#12695;   | IDEOGRAPHIC ANNOTATION SIX MARK               |
| ㈥   | U+3225  | -          | &#x3225; &#12837;   | PARENTHESIZED IDEOGRAPH SIX                   |
| ㊅   | U+3285  | -          | &#x3285; &#12933;   | CIRCLED IDEOGRAPH SIX                         |
| 六   | U+516D  | 1-47-27    | &#x516D; &#20845;   | CJK Ideograph, number six                     |
| 陸   | U+9678  | 1-46-6     | &#x9678; &#38520;   | CJK Ideograph, number six                     |
| 𐄌    | U+1010C | -          | &#x1010C; &#65804;  | AEGEAN NUMBER SIX                             |
| 𐡝    | U+1085D | -          | &#x1085D; &#67677;  | IMPERIAL ARAMAIC NUMBER SIX                   |
| 𐤛    | U+1091B | -          | &#x1091B; &#67867;  | PHOENICIAN NUMBER SIX                         |
| 𐩅    | U+10A45 | -          | &#x10A45; &#68165;  | KHAROSHTHI DIGIT SIX                          |
| 𐪂    | U+10A82 | -          | &#x10A82; &#68226;  | OLD SOUTH ARABIAN NUMBER SIX                  |
| 𐭞    | U+10B5E | -          | &#x10B5E; &#68446;  | INSCRIPTIONAL PARTHIAN NUMBER SIX             |
| 𐹥    | U+10E65 | -          | &#x10E65; &#69221;  | RUMI DIGIT SIX                                |
| 𝍥    | U+1D365 | -          | &#x1D365; &#119653; | COUNTING ROD UNIT DIGIT SIX                   |
| 🄇    | U+1F107 | -          | &#x1F107; &#127239; | DIGIT SIX COMMA                               |
| 𝟞    | U+1D7DE | -          | &#x1D7DE; &#120798; | MATHEMATICAL DOUBLE-STRUCK DIGIT SIX          |
| 𝟼    | U+1D7FC | -          | &#x1D7FC; &#120828; | MATHEMATICAL MONOSPACE DIGIT SIX              |
| 𝟔    | U+1D7D4 | -          | &#x1D7D4; &#120788; | MATHEMATICAL BOLD DIGIT SIX                   |
| 𝟨    | U+1D7E8 | -          | &#x1D7E8; &#120808; | MATHEMATICAL SANS-SERIF DIGIT SIX             |
| 𝟲    | U+1D7F2 | -          | &#x1D7F2; &#120818; | MATHEMATICAL SANS-SERIF BOLD DIGIT SIX        |

## 他の表現法
| モールス符号 |
| －・・・・   |

|        |          | ⠋    |
| 信号旗 | 手旗信号 | 点字 |